# 적청

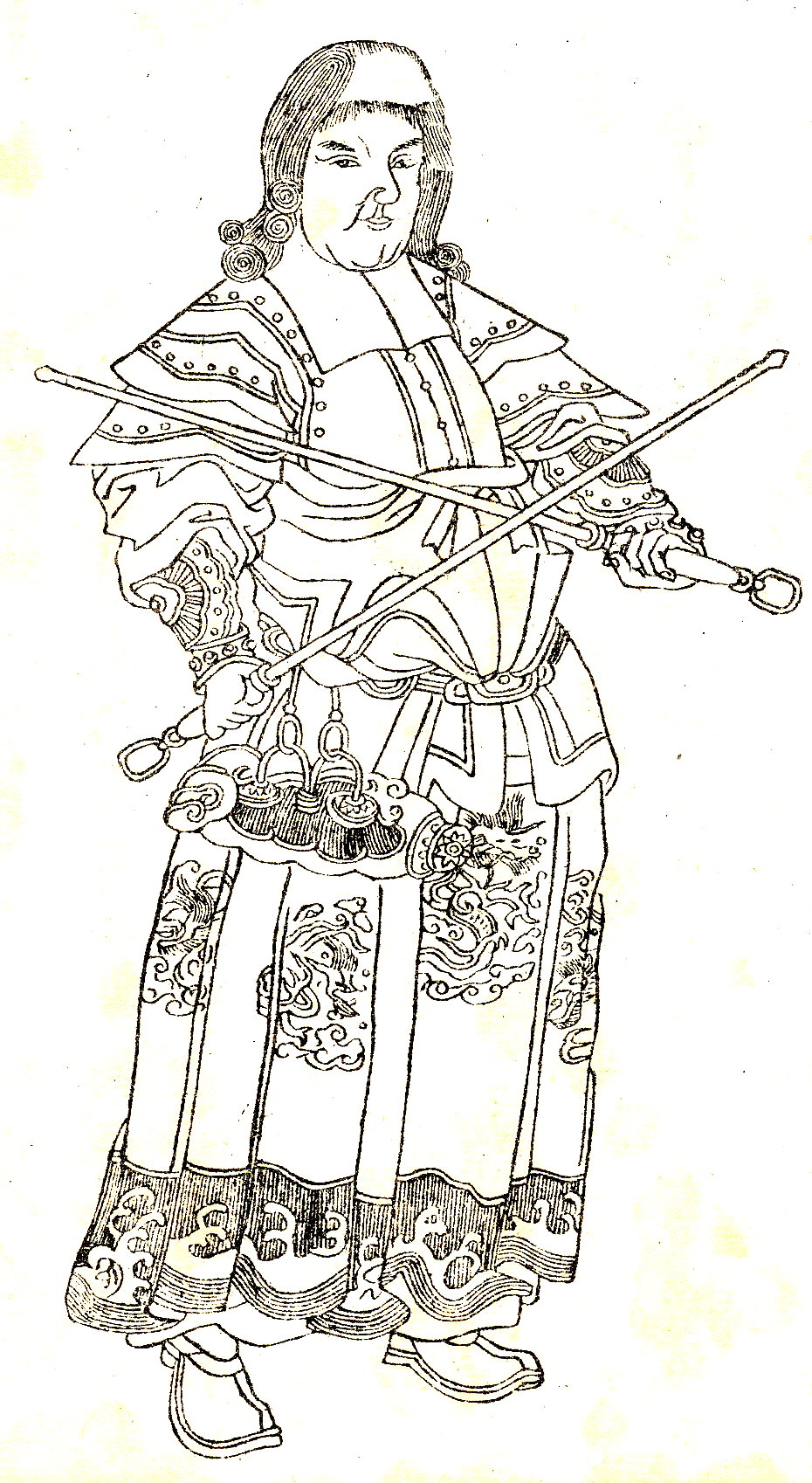

적청(狄靑, 1008년 ~ 1057년)은 중국 북송(北宋)의 군인이다. 성(姓)은 적(狄), 이름은 청(靑), 자(字)는 한신(漢臣)이다.

## 생애
그가 태어난 빈주(汾州) 서하(西河), 지금의 산서 성(山西省) 빈양(汾陽)은 당시 이민족의 침입이 빈번하게 이루어지던 변경 지대에 가까운 땅이었기에, 적청은 일찍부터 무술(武術)을 익혔고, 특히 기사(騎射)에 뛰어났다. 가난한 집안 출신이었던 그는 보원(寶元) 연간(1038년~1040년)에 서하(西夏)와의 전쟁에 종군하여 전선에서 활약, 4년 동안 25번의 큰 싸움에 참가하여 적이 쏜 화살에 여덟 번이나 맞는 격전을 뚫고 많은 성을 함락시키고 5,700명의 포로를 얻는 전공을 세웠다. 이때 적청은 투구를 쓰는 대신 구리로 만든 가면을 쓰고 머리를 풀어헤친 채로 싸웠는데, 이 모습을 본 서하군은 적청을 두려워하며 상대하기를 꺼렸다고 한다.
경력(慶曆) 4년(1044년)에 서하와의 화의가 이루어지고, 한동안 현지에서 복무한 적청은 1052년에 추밀부사(樞密副史)로 임명되어 수도 개봉(開封)에서 근무하게 되었다. 군사와 관련된 요직에는 모두 문관을 임명했던 북송에서 군사(軍事)의 부장관에 해당하는 추밀부사에 무관 출신인 적청이 임명된 것은 이례적인 일이었다. 그러나 광원주(廣源州)의 농지고(儂智高)가 화남(華南)에서 반란을 일으키고, 이를 평정하기 위해 적청은 다시 전선에 나서게 되었다.
이때 관군의 사기는 거의 땅에 떨어진 상태였고, 싸울 의지와 기력을 잃은 군사들 앞에서 적청은 "이제부터 동전을 1백 개를 던질 것인데, 1백 개 모두 앞면이 나온다면 이는 신의 계시라 관군이 반드시 승리할 것이다"라고 발언했다. 부하들이 말리는 것도 듣지 않고 적청은 동전을 던졌는데, 백 개의 동전이 모두 앞면이 나왔다. 사실 이 동전은 미리 적청이 준비한 것으로 원래 앞면밖에 없는 것이었지만, 그 사실을 알 리 없는 병사들은 신이 자신들을 돕는다는 확신을 얻어 크게 사기가 치솟았고 마침내 농지고의 반란을 평정할 수 있었다고 한다.
반란을 평정한 공으로 적청은 무관의 최고 지위인 추밀정사(樞密正使)의 지위에까지 오른다. 그러나 만년은 그렇게 행복하지 못했는데, 지나치게 빠른 출세는 조정의 의심을 사게 되었고 결국 지화(至和) 3년(1056년)에 면직, 진주장관(陳州長官)이 된다. 그 뒤로도 조정의 감시가 이어졌고 이듬해 적청은 사망했다. 향년 49세였다.
문치주의가 팽배한 북송에서 일개 병졸에서 시작해 장군(將軍)의 자리에까지 오른다. 서민들로부터 인기가 높았으며 《적청연의(狄靑演義)》, 《만화루연의(萬花樓演義)》 등의 문학 작품의 주인공으로 등장하기도 한다. 또한 무인(武人)이었음에도 《춘추좌씨전(春秋左氏傳)》을 즐겨 읽었고 병법과 역사에 두루 통달하였다고 한다.
같은 시대의 명판관으로 이름이 높던 포증(包拯)이 문곡성(文極星)의 화신으로 여겨졌던 것에 대비되어 적청은 무곡성(武曲星)의 화신으로 여겨져, 관련 전설이 《수호전》(水滸傳) 등의 민간 전승으로 전해지기도 했다.

## 일화
- 적청이 가면을 쓰고 전투에 임한 것에 대해, 이 무렵 북송의 병졸들은 탈영을 방지하기 위해 얼굴에 문신을 새겼고 병졸로서 출사한 적청에게도 문신이 있었으며, 적이 그것을 보고 "일개 병졸을 무장으로 기용한 것을 보니 송에는 제대로 된 인재가 없는 모양이다"라고 의심받는 것을 피하기 위한 목적도 있었다는 지적이 있다. 훗날 장군의 지위에까지 오른 적청이 이 문신을 갖고 있는 것은 좋지 않다고 생각한 인종 황제는 약을 써서 문신을 지울 것을 명했지만, 적청은 "이 문신 덕분에 낮은 지위의 병사들까지 격려할 수 있으니, 굳이 감출 필요는 없습니다."라며 거절했다고 한다.
- 적청이 고관이 된 뒤, 하루는 그에게 아부하려는 어떤 사람이 적청은 당나라의 재상이었던 적인걸(狄仁傑)의 자손이라고 적은 가계도를 가져와 바쳤는데, 적청은 "나는 서민 출신인데 그럴 리가 없다."며 물리치고 받지 않았다. 이는 적청의 겸손함을 나타내는 일화이다. 다만 후대의 《만화루연의》 같은 연의소설에서 적청은 가난한 집안 자손이었던 실제 상황과는 달리 명문가 출신으로 설정된다.[1]

## 가족관계
- 아버지: 적보(狄普)
- 부인: 위씨(魏氏) - 정국부인(定國夫人)에 봉해졌으며 다섯 아들을 낳았다.
  - 장남: 적자(狄諮) - 서상각문부사(西上閣門副使)
  - 아들: 적영(狄詠) - 동두공봉관(東頭供奉官), 합문지후(閤門祇候)로 여러 차례 전공을 세움
  - 아들: 적혜(狄譓) - 전내숭반(殿内崇班)
  - 아들: 적간(狄谏) - 전내숭반
  - 아들: 적설(狄說) - 동두공봉관. 요절